# Cartaz de filme

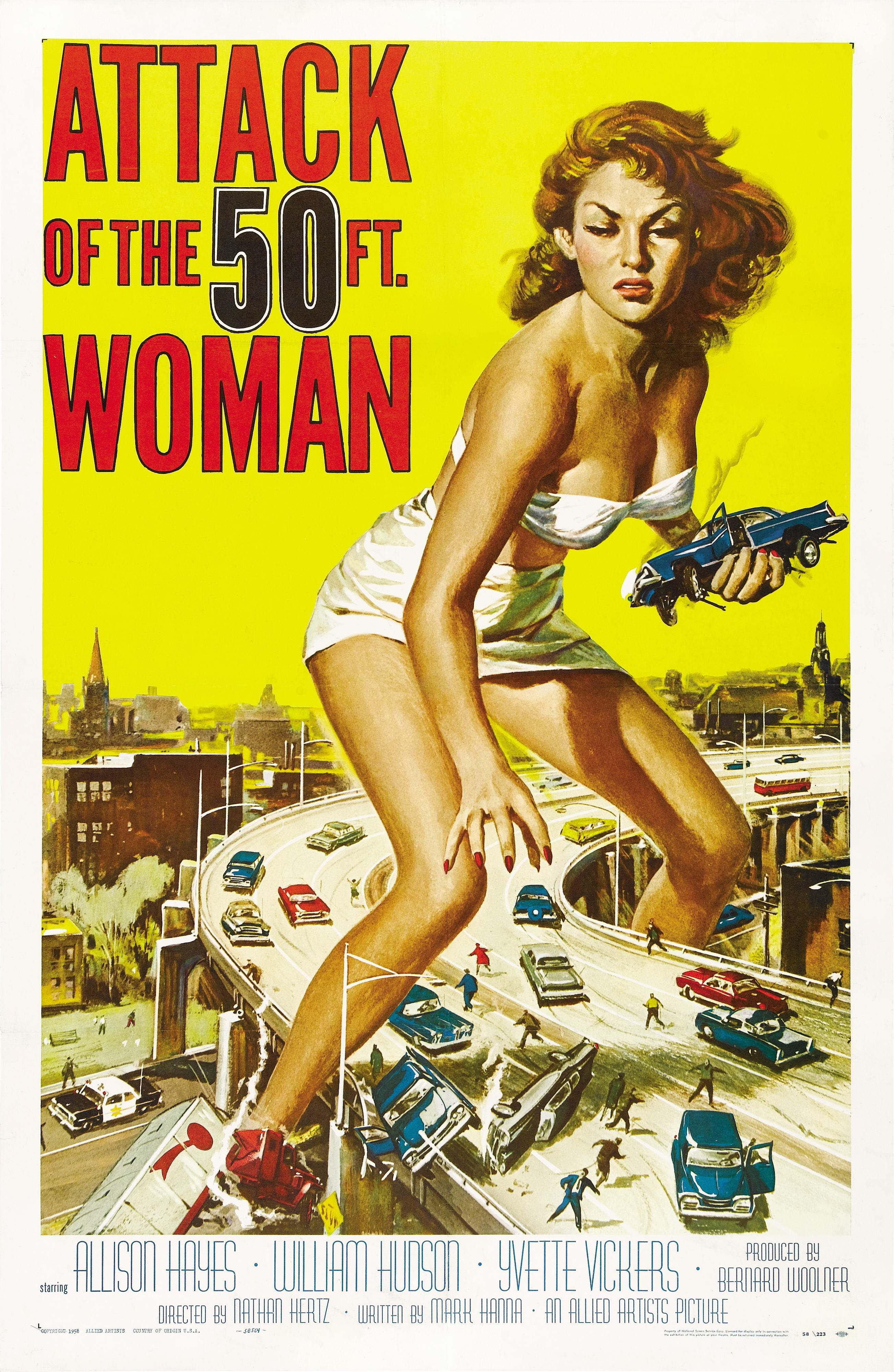
Cartaz de um filme americano dos anos 50, Attack of the 50 Foot Woman

Um pôster de filme é um cartaz usado para promover e divulgar um filme. Os estúdios costumam imprimir vários cartazes que variam em tamanho e conteúdo para vários mercados domésticos e internacionais. Eles normalmente contêm uma imagem com texto. Os cartazes de hoje geralmente apresentam fotos dos principais atores. Antes da década de 1990, ilustrações em vez de fotos eram muito mais comuns. O texto em cartazes de filmes geralmente contém o título do filme em letras grandes e muitas vezes os nomes dos principais atores. Também pode incluir um slogan, o nome do diretor, os nomes dos personagens, a data de lançamento, etc.
Os pôsteres de filmes são exibidos dentro e fora dos cinemas e em outros lugares na rua ou nas lojas. As mesmas imagens aparecem no pressbook do exibidor do filme e também podem ser usadas em sites, DVD (e historicamente VHS), panfletos, anúncios em jornais e revistas, etc.
Cartazes de filmes têm sido usados desde as primeiras exibições públicas de filmes. Começaram como cartazes de fora listando o programa de filmes (curtos) a serem exibidos no salão ou no cinema. No início dos anos 1900, eles começaram a apresentar ilustrações de uma cena de filme ou uma série de imagens sobrepostas de várias cenas. Outros cartazes usaram interpretações artísticas de uma cena ou mesmo do tema do filme, representados em uma grande variedade de estilos artísticos.

## História

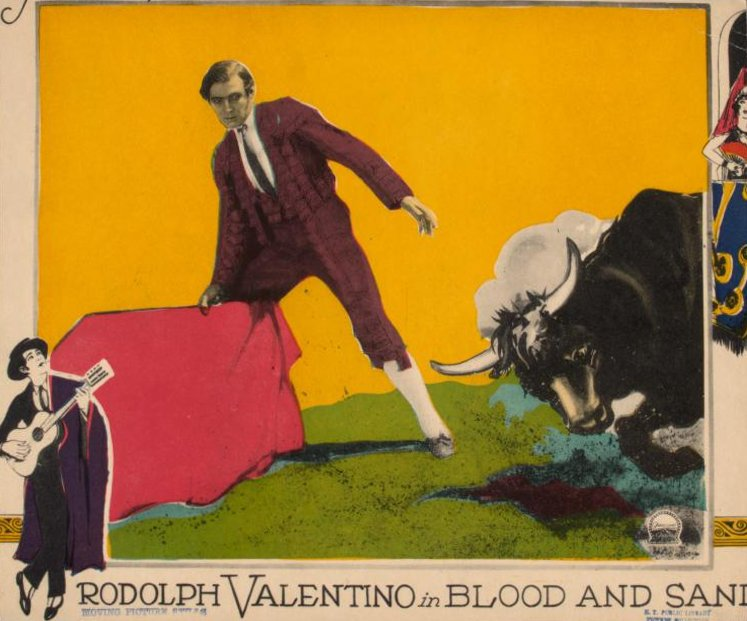
Rudolph Valentino em Blood and Sand, 1922

Originalmente, cartazes de filmes foram produzidos para a exibição do filme pelo pôster do filme. Nos Estados Unidos, os cartazes de filmes eram geralmente devolvidos a uma operação nacional chamada National Screen Service (NSS), que imprimia e distribuía a maioria dos pôsteres de filmes para os estúdios entre 1940 e 1984. Como uma medida econômica foram devolvidos, enviados de volta para serem usados novamente em outro teatro. Durante esse período, um filme poderia ter circulado por vários anos, e muitos pôsteres de filmes antigos foram maltratados antes de serem colocados em depósito em um depósito da NSS (na maioria das vezes eram jogados fora quando não eram mais necessários). usado para ser usado novamente). Esses cartazes eram frequentemente devolvidos pelo dono do teatro, mas alguns chegavam às mãos dos colecionadores.
A partir dos anos 80, os estúdios de cinema norte-americanos começaram com a produção e distribuição direta de seus pôsteres do Serviço de Tela Nacional, e o processo de produção e distribuição de pôsteres de filmes ficou descentralizado naquele país.

## Colecionismo

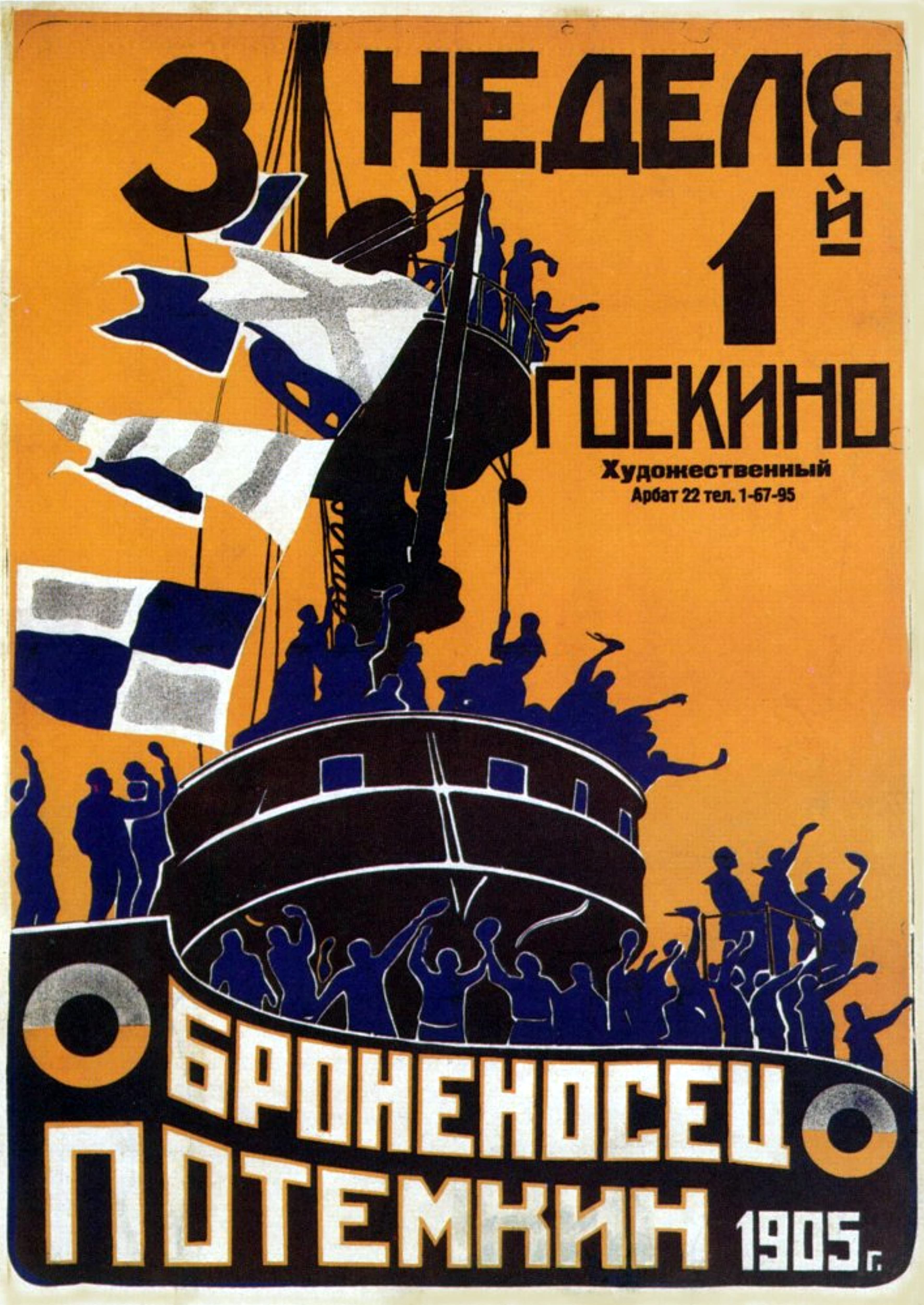
The Battleship Potemkin, 1925

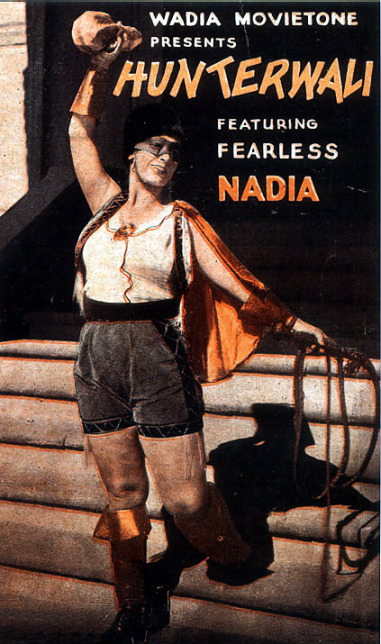
Cartazes antigos de Bollywood, como Hunterwali (1935), com Fearless Nadia, são itens de colecionador.

Depois do National Screen Service, a maior parte de suas operações de impressão e distribuição em 1985, os Estados Unidos acabaram nas mãos de colecionadores e revendedores privados. Hoje existe um mercado de colecionadores próspero em cartazes de filmes; alguns se tornaram muito valiosos. O primeiro leilão de uma grande casa de leilões só de cartazes de filmes ocorreu em 11 de dezembro de 1990, quando vendido por Chris Hershenson na Christie's totalizou US $ 935.000. O preço de um pôster foi fixado em 15 de novembro de 2005, quando foram pagos US $ 690 mil por um pôster do filme Metrópolis de 1927, de Fritz Lang, da Reel Poster Gallery, em Londres, Outros pôsteres antigos de horror e ficção científica são conhecidos por iluminar, com um exemplo The Mummy lançando US$ 452.000 em um leilão da Sotheby's em 1997, Bride of Frankenstein e The Black Cat por US $ 334.600 em leilões do Heritage, em 2007 e 2009, respectivamente.

## Tipos

### Lobby cards

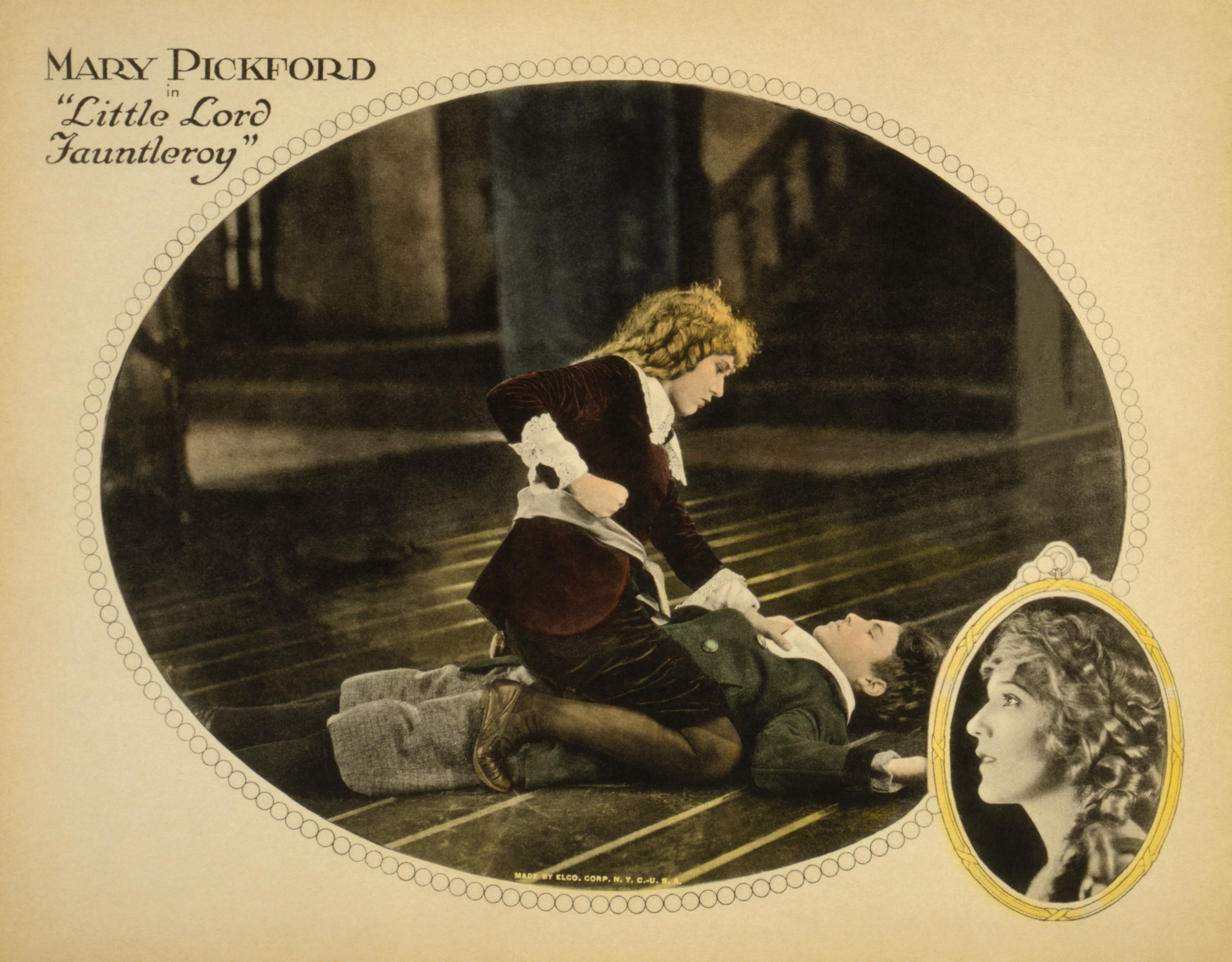
Lobby card de Little Lord Fauntleroy (1921), estrelando Mary Pickford

Lobby cards são semelhantes aos posters menores, geralmente de 11x14 pol, e de 8x10 pol (20x25 cm) antes de 1930. Os lobby cards são colecionáveis e os valores dependem da idade, qualidade e popularidade. Normalmente são emitidos em conjuntos de oito, cada um com uma cena diferente do filme. Em circunstâncias incomuns, alguns lançamentos foram promovidos com sets menores (12 cards) ou menores (6 cards).
Um jumbo lobby card é maior, 14 x 17 pol (36 x 45 cm) e também emitido em conjuntos. Antes de 1940, os estúdios promoviam lançamentos importantes com os conjuntos de cartões maiores. Além do tamanho maior, o papel é melhor (brilhante ou de linho). Um conjunto de jumbo lobby card não contém um cartão de título. O cartão de título exibe o título do filme e as estrelas com destaque.

### Poster promocional
Um pôster promocional ou um pôster avançado é um pôster de filme promocional inicial, contendo uma imagem básica ou um design sem revelar informações demais como o enredo, o tema e os personagens. O objetivo é incitar a consciência e gerar hype para o filme. Um slogan pode ser incluído. Há alguns casos em que os teasers são emitidos muito antes de o filme entrar em produção, mas são emitidos durante o desenvolvimento do filme.

### Cartazes de personagens
Para um filme com um elenco conjunto, pode haver um conjunto de pôsteres de personagens, cada um com um personagem individual do filme. Geralmente contém o nome do ator ou o nome do personagem tocado. Também pode incluir um slogan que reflita a qualidade do personagem.

## Tamanhos
Cartazes de filmes vêm em diferentes tamanhos e estilos, dependendo do país. Os mais comuns estão listados abaixo.

### Estados Unidos
- Uma folha, 27 polegadas por 40 polegadas (686x1016mm), formato de retrato.
- Cartaz de metrô de ônibus, 40 polegadas por 60 polegadas (1016mm x 1524mm), formato de retrato.

Os tamanhos a seguir foram usados nos Estados Unidos antes de meados da década de 1980, mas foram retirados da produção desde então:
- Uma folha, 27 polegadas por 41 polegadas (686x1040mm), tamanho retrato (este tamanho é uma polegada mais longa que a moderna folha de um)
- Display (também conhecido como Half-sheet), 22 polegadas por 28 polegadas (559x711mm), formato paisagem

Inserir, tamanho 14 polegadas por 36 polegadas (356x914mm), formato de retrato
- Cartão de janela, 14 polegadas por 22 polegadas (356x559mm), formato de retrato; normalmente tem um quarto para o teatro local
- Duas folhas, 41 polegadas por 54 polegadas (1040x1370mm), formato paisagem ou formato retrato
- Três folhas, 41 polegadas por 81 polegadas (1040x2060mm), formato de retrato; geralmente montado a partir de duas peças separadas
- 30x40, 30 polegadas por 40 polegadas (762x1016mm), formato de retrato
- 40x60, 40 polegadas por 60 polegadas (1016x1524mm), formato de retrato
- Seis folhas, 81 polegadas por 81 polegadas (2060x2060mm), tem formato quadrado; montado a partir de quatro peças separadas
- Vinte e quatro folhas, 246 polegadas por 108 polegadas (6250x2740mm), formato de paisagem, muitas vezes chamado de outdoor

### Reino Unido
- Quad (a.k.a quad crown), tamanho 30 polegadas por 40 polegadas (762x1020mm), formato paisagem
- Dupla coroa, tamanho 20 polegadas por 30 polegadas (508x762mm), formato retrato
- Uma folha, tamanho 27 polegadas por 40 polegadas (686x1020mm), formato de retrato
- Três folhas, tamanho 40 polegadas por 81 polegadas (1020x2060mm), formato retrato